# Lista dos maiores parceiros comerciais dos Estados Unidos

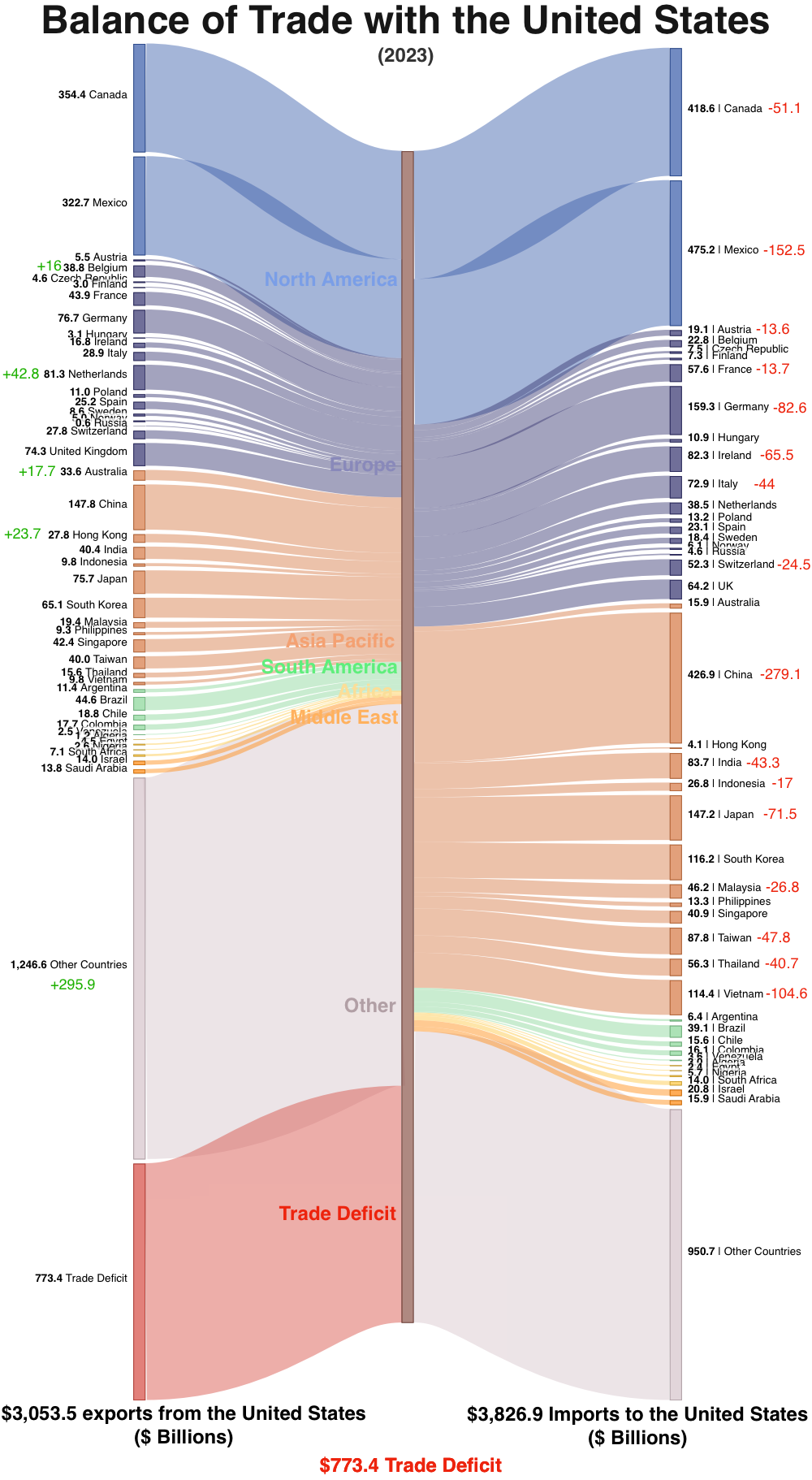
A balança comercial internacional com os Estados Unidos, 2023

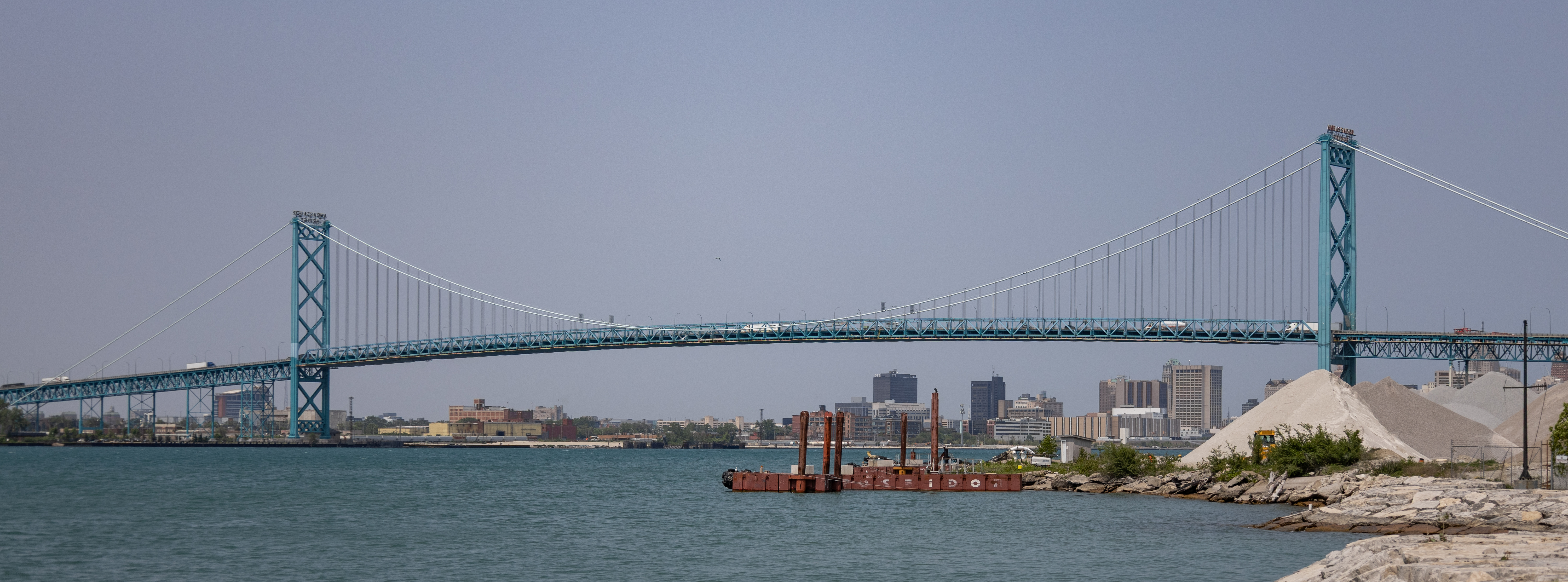
A Ambassador Bridge entre Detroit, Michigan e Windsor, Ontário, é a fronteira com maior fluxo comercial na América do Norte.

Os 30 maiores parceiros comerciais dos Estados Unidos representaram 86,1% das exportações dos EUA e 89,6% das importações dos EUA em 2024. Esses números não incluem serviços ou investimento estrangeiro direto.
Em 2024, o México era o maior parceiro comercial dos Estados Unidos, seguido pelo Canadá e pela China.

## Maiores parceiros comerciais dos EUA
Os maiores parceiros comerciais dos EUA, com o seu comércio total de bens (a soma das importações e exportações) em milhares de milhões de dólares americanos, para o ano civil de 2024 são os seguintes: 
| Classificação | País/região    | Exportações | Importações | Comércio total | Balança comercial | Razão de exportações pra importações |
| ------------- | -------------- | ----------- | ----------- | -------------- | ----------------- | ------------------------------------ |
| -             | União Europeia | 370.2       | 605.8       | 975.9          | -235.6            | 0.611                                |
| -             | ASEAN          | 124.6       | 352.3       | 476.9          | -227.7            | 0.354                                |
| 1             | México         | 334.0       | 505.9       | 839.9          | -171.9            | 0.660                                |
| 2             | Canadá         | 349.4       | 412.7       | 762.1          | -63.33            | 0.847                                |
| 3             | China          | 143.5       | 438.9       | 582.4          | -295.4            | 0.327                                |
| 4             | Alemanha       | 75.6        | 160.4       | 236.0          | -84.8             | 0.471                                |
| 5             | Japão          | 79.7        | 148.2       | 227.9          | -68.5             | 0.538                                |
| 6             | Coreia do Sul  | 65.5        | 131.5       | 197.1          | -66.0             | 0.498                                |
| 7             | Taiwan         | 42.3        | 116.3       | 158.6          | -73.9             | 0.364                                |
| 8             | Vietname       | 13.1        | 136.6       | 149.7          | -123.5            | 0.096                                |
| 9             | Reino Unido    | 79.9        | 68.1        | 148.0          | +11.8             | 1.173                                |
| 10            | Índia          | 41.8        | 87.4        | 129.2          | -45.7             | 0.478                                |
| 11            | Países Baixos  | 89.6        | 34.1        | 123.7          | +55.5             | 2.628                                |
| 12            | Irlanda        | 16.5        | 103.2       | 119.7          | -86.7             | 0.160                                |
| 13            | Itália         | 32.4        | 76.3        | 108.6          | -43.9             | 0.425                                |
| 14            | França         | 43.5        | 59.9        | 103.4          | -16.3             | 0.726                                |
| 15            | Brasil         | 49.7        | 42.3        | 92.0           | +7.4              | 1.175                                |
| 16            | Singapura      | 46.0        | 43.2        | 89.2           | +2.8              | 1.065                                |
| 17            | Suíça          | 24.9        | 63.4        | 88.3           | -38.4             | 0.393                                |
| 18            | Tailândia      | 17.7        | 63.3        | 81.0           | -45.6             | 0.280                                |
| 19            | Malásia        | 27.7        | 52.5        | 80.2           | -24.8             | 0.528                                |
| 20            | Bélgica        | 34.1        | 27.8        | 61.9           | +6.3              | 1.227                                |
| 21            | Austrália      | 34.6        | 16.7        | 51.3           | +17.9             | 2.072                                |
| 22            | Espanha        | 23.9        | 21.2        | 45.1           | +2.6              | 1.127                                |
| 23            | Indonésia      | 10.2        | 28.1        | 38.3           | -17.9             | 0.363                                |
| 24            | Israel         | 14.8        | 22.2        | 37.0           | -7.4              | 0.667                                |
| 25            | Colômbia       | 19.0        | 17.7        | 36.7           | +1.3              | 1.073                                |
| 26            | Chile          | 18.2        | 16.5        | 34.7           | +1.7              | 1.103                                |
| 27            | Hong Kong      | 27.9        | 6.0         | 33.9           | +21.9             | 4.650                                |
| 28            | Arábia Saudita | 13.2        | 12.7        | 25.9           | +0.4              | 1.039                                |
| 29            | Filipinas      | 9.3         | 14.2        | 23.5           | -4.9              | 0.655                                |
| 30            | Rússia         | 0.5         | 3.0         | 3.5            | -2.5              | 0.167                                |
| -             | Top 30         | 1,778.5     | 2,930.2     | 4,708.7        | 1,151.8           | 0.607                                |
| -             | Mundo          | 2,065.18    | 3,267.39    | 5,332.57       | -1202.21          | 0.632                                |